# 望星学塾

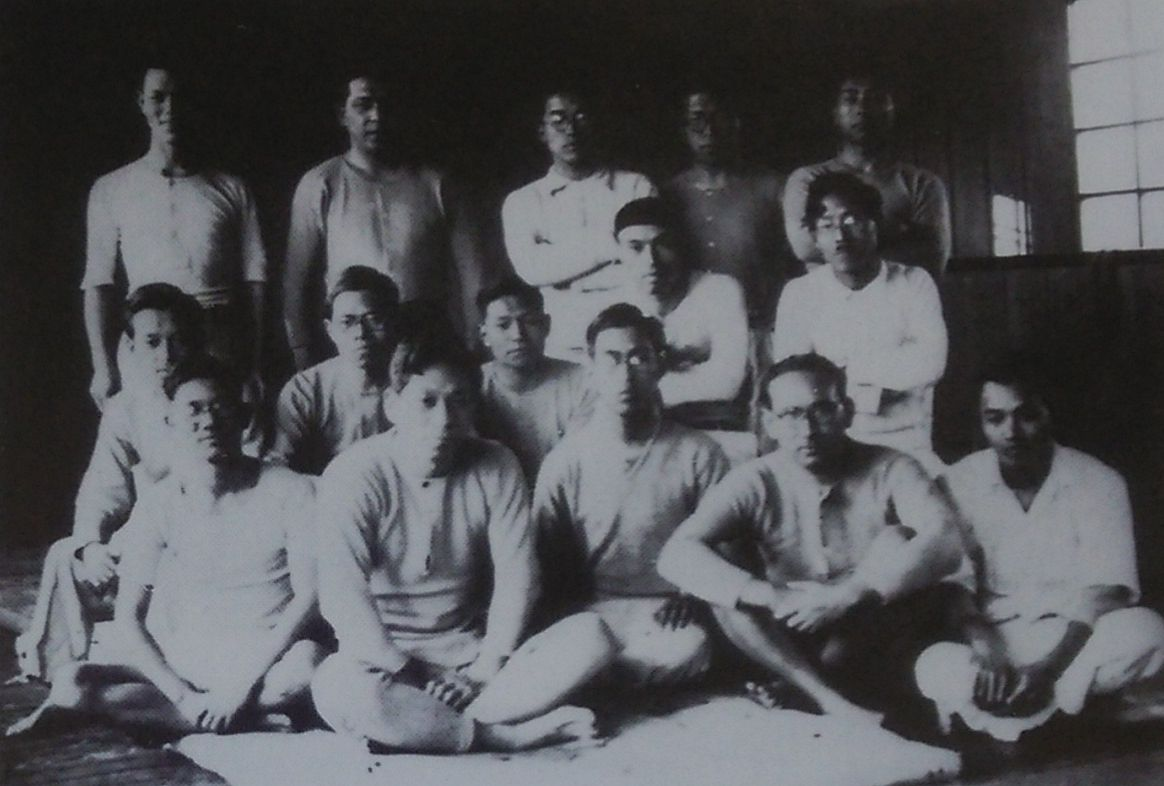
望星学塾。松前重義（前列の左から2人目）

望星学塾（ぼうせいがくじゅく）は、1936年（昭和11年）、松前重義により設立された私塾である。キリスト教主義学校として聖書の研究を中心に日本や世界の将来を論じ合い、教育界、財界で活躍する人材を輩出した。起源的には現在の東海大学の前身であるが、1982年までは学校法人東海大学とは別の組織であった。1982年から学校法人東海大学の機関となった。

## 沿革
- 1925年
  - 松前重義がキリスト教思想家である内村鑑三の聖書研究会や講演会に参加[2]。集会をきっかけに濱田成徳という知友も得る[4]。
- 1934年
  - デンマークでフォルケホイスコーレ（国民高等学校）を視察。
- 1935年
  - 松前重義が無装荷ケーブル通信方式の発明により、電気学会から「浅野博士奨学祝金」を受賞。
- 1936年
  - 東京都武蔵野に望星学塾を設立。寄宿舎を設け、日曜ごとにキリスト教の礼拝を行い、熱心な若者が集う[2][3]。
- 1976年
  - 松前少年柔道塾を設立。スポーツによる青少年育成活動を開始。
- 1980年
  - 松前少年柔道塾を松前柔道塾に名称変更。
- 1981年
  - 創立45周年記念式典を挙行。
- 1982年
  - 学校法人東海大学の機関となる。

## 塾長
- 松前達郎

## 主な講師
- 三谷隆正

## 主な出身者
- 篠原登（東海大学学長）
- 米沢滋（電電公社総裁）
- 小林宏治（日本電気社長）

## 所在地
- 東京都武蔵野市西久保1-17-1

## 交通アクセス
- JR中央線三鷹駅北口下車、徒歩5分。